# Calling the Ghosts
Calling the Ghosts: A Story about Rape, War and Women, también conocida como Kalontas ta fantasmata, es un largometraje documental croata-estadounidense  del año 1996 dirigido por Mandy Jacobson y Karmen Jelincić.El documental detalla la experiencia de Nusreta Sivac y Jadranka Cigelj en el campo de concentración serbobosnio de Omarska, en Bosnia y Herzegovina durante la guerra de Bosnia, donde las protagonistas y otras mujeres eran violadas, golpeadas y torturadas. La premier del documental fue patrocinado por Amnistía Internacional, la Coalition for International Justice, el Center for Human Rights and Humanitarian Law, y la rama bosnia de Women for Women International.

## Argumento

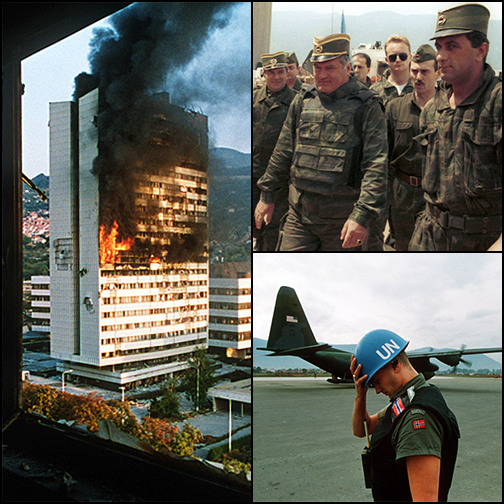
La Guerra de Bosnia enfrentó a las diferentes etnias que viven en dicho territorio entre 1992 y 1995.

La violencia sexual es implementada, sistemáticamente, como una táctica de guerra en muchos conflictos en todo el mundo. Este documental está contado en primera persona por dos mujeres croatas atrapadas en la guerra de Bosnia, en la cual se produjeron violaciones masivas en Bosnia ya que la violación era un arma tan cotidiana como las bombas.
El clima de impunidad que se vivía, al igual que en la mayoría de los contextos de posconflicto armado, permitió que se dieran múltiples formas de violencia contra mujeres y niñas. La violencia sexual fue ejercida con la finalidad de dominar y controlar a las víctimas a través del miedo, el espanto y el terror. 
Jadranka Cigelj y Sivac Nusreta, amigas de la infancia, llevaban una vida común y corriente hasta que llegó la guerra y fueron llevadas al campo de concentración serbio de Omarska. Allí fueron tratadas como objetos, golpeadas, denigradas, humilladas, torturadas y violadas por sus captores serbios. Lo que más les impresionaba era que conocían a la mayoría de ellos porque habían sido sus vecinos o sus compañeros de trabajo.
Al finalizar la guerra, una vez liberadas, deciden trabajar como abogadas defendiendo a víctimas de violaciones de guerra. También militan para modificar el léxico internacional de los crímenes de guerra en el Tribunal de las Naciones Unidas en La Haya. 
Los torturadores negaban la existencia misma del campo de concentración de  Omarska.
La película relata la experiencia de estas dos mujeres y su transformación, luchando contra la violencia contra la mujer en el mundo, «calling the ghosts» o «llamando a los fantasmas» como recurso para profundizar la comprensión de las violación de los derechos humanos.
A partir de 1995, de la Declaración de Beijing y Plataforma de Acción de Beijing (A/52/231) o Beijing Platform for Action, la violación sexual en tiempos de guerra, como crimen de guerra, pasó a ser considerada una violación de los derechos humanos. El desarrollo de la ley criminal internacional ha ido progresando en el sentido de investigar, denunciar, acusar y condenar la violación en tiempos de guerra como un crimen. Así, en 1998 se definió, por primera vez, la violación como un crimen contra la humanidad. 
Al igual que Fighting the Silence: Sexual Violence against Women in the Congo, una película de Ilse van Velzen y Femke van Velzen, Calling the Ghosts muestra la violencia contra la mujer en su grado más degradante para el ser humano, tanto para la víctima como para el victimario.
La película fue realizada en un formato de 16 mm con un radio de aspecto de 1.37 : 1.
El lema de la película es que «No habrá justicia hasta que las mujeres sean parte de la justicia».
El guion fue creado por el escritor, actor y productor Christopher Grimm, ganador del Long Island Film Festival en 2009 por su película Goyband.

## Elenco
Actrices:
- Nusreta Sivac
- Jadranka Cigelj

Directoras:
- Mandy Jacobson
- Karmen Jelincic

Productores:
- Thomas Halaczinsky
- Michael McQuown
- Julia Ormond
- Maury Solomon

Música:
- Tony Adzinikolov

Tanto Nusreta Sivac como Jadranka Cigelj actuaron en 1997 en el documental Rape: A Crime of War, de la guionista y directora Shelley Saywell.
Mandy Jacobson también dirigió en las series para televisión Wide Angle y Locked Up.

## Premios
| Institución y año                                     | Categoría                                     | Premio                                        | Resultado |
| ----------------------------------------------------- | --------------------------------------------- | --------------------------------------------- | --------- |
| National Academy of Television Arts and Sciences      | Premios Emmy de Noticia y Documental          | Logro Individual Sobresaliente a la directora | Ganadora  |
| Premio Emmy                                           | Periodismo de Investigación                   | Programa Sobresaliente                        | Ganadora  |
| Premio Robert F. Kennedy                              | Periodismo                                    | Mejor Periodismo                              | Ganadora  |
| Festival Internacional de Cine de Berlín              | Documental                                    | Mejor documental                              | Nominada  |
| Toronto Film Festival                                 | Documental                                    | Mejor documental                              | Ganadora  |
| I.D.A                                                 | Documental                                    | Mejor Documental                              | Nominada  |
| 1996 - Human Rights Watch International Film Festival | Documental                                    | Néstor Almendros Award                        | Ganadora  |
| Sarajevo International Film Festival                  | Documental                                    | Premio Especial del Jurado                    | Ganadora  |
| Amnistía Internacional                                | Festival de Cine Europeo                      | Premio Especial del Jurado                    | Ganadora  |
| 1996 - Chicago International Film Festival            | Documental                                    | Mejor documental                              | Ganadora  |
| 1997 - Cable Ace Award                                | International Informational Special or Series | Mejor Documental                              | Ganadora  |
| 1997 - National Educational Media Network             | Silver Apple (Manzana de Plata)               |                                               | Ganadora  |